# Marquesado de Canales de Chozas
El Marquesado de Canales de Chozas, simplemente conocido como Marquesado de Canales, es un título nobiliario español creado por el rey Carlos II el 10 de marzo de 1680 en favor de Pedro Coloma y Escolano, secretario de Estado para el Norte. Contó con el vizcondado previo de Canales y Chozas.

## Nombre
El nombre del marquesado hace referencia a los dominios de su primer titular, que constituían un mayorazgo fundado por sus padres en fecha de 1646, y que lo integraban lo que son hoy son los municipios de Chozas de Canales y Yunclillos.

## Marqueses de Canales
| Titular                      | Titular                                                 | Periodo                |
| Creación por Carlos II       | Creación por Carlos II                                  | Creación por Carlos II |
| ---------------------------- | ------------------------------------------------------- | ---------------------- |
| I                            | Pedro Coloma y Escolano                                 | 1680-1692              |
| II                           | Manuel Coloma y Escolano                                | 1692-1713/14           |
| III                          | María Teresa de Coloma y Tilly                          | 1713/14-1755           |
| Rehabilitación por Isabel II |                                                         |                        |
| IV                           | María de los Dolores Quintano y Medina-Lasso de la Vega | 1850-1874              |
| V                            | Juan de la Cruz de Melgar y Quintano                    | 1875-1913              |
| VI                           | Bernardino de Melgar y Álvarez de Abreu                 | 1914-1942              |
| VII                          | María Dolores de Melgar y Hernández                     | 1951-1973              |
| VIII                         | Mauricio Narváez y Melgar                               | 1973-2020              |
| IX                           | Sonia Narváez Robert                                    | 2021-presente          |

## Concesión
Según informa la Gazeta de Madrid del martes 19 de enero de 1680:

«El lunes 11 se público un Decreto del Rey Nuestro Señor, del día antes, en que su Majestad se sirvió hacer merced al Señor Don Pedro Coloma, de su Consejo, y Secretario de Estado del Norte, de Marqués de Canales, Título de Castilla, para sí, sus herederos y sucesores en su Casa, en consideración a los muchos méritos y agradables servicios del difunto Señor Don Pedro Coloma, su Padre, (que fue Secretario de Estado y del Despacho Universal) y de la gran satisfacción con que a imitiación suya los cita continuado; y haber corrido por su mano los Despachos de la negocación y Capitulaciones del Casamiento de Su Majestad. [...]»

## Historia de los marqueses
I. Pedro Coloma y Escolano (Madrid, 10 de febrero de 1635-Sevilla, junio de 1692), i marqués de Canales de Chozas, caballero de la Orden de Calatrava, secretario del Consejo de Estado para el Norte, secretario del Consejo de las Órdenes y secretario de Estado del Consejo de Guerra, presidente de la Casa de la Contratación y consejero del Consejo Supremo de Aragón.
Casó con Ana de Tapia Zúñiga de Riquelme. Sin descendencia, le sucedió su hermano:
II. Manuel Coloma y Escolano (Madrid, 11 de abril de 1637-Salamanca, 1713/1714), ii marqués de Canales de Chozas, diplomático, caballero de la Orden de Santiago, fiscal y miembro del Consejo de las Órdenes y secretario del Despacho Universal de Guerra. También fue consejero de Estado y gentilhombre de cámara.
Casó con Maximiliana Dorotea T'seclae de Tilly y Montmorency, con quien tuvo una única hija, que le sucedió:
III. María Teresa de Coloma y Tilly (La Haya, 2 de octubre de 1690-Valladolid,11 de diciembre de 1755), iii marquesa de Canales de Chozas.
Religiosa desde niña, se casó por obligación con Eugenio Immerselle, conde de Boucoben. Tuvieron un hijo que murió de niño y, al poco tiempo, también su marido. Ingresó, como siempre había sido su deseo, en el Real Monasterio de San Joaquín y Santa Ana, donde pasó el resto de sus días.
Tras su muerte y como habían estipulado los fundadores del mayorazgo en 1646 en caso de no tener parientes de sangre directos, su fortuna se repartió entre sus parientes y diversas instituciones religiosas. Esto llevó a diversos pleitos durante las siguientes décadas.
Le sucedió el 8 de febrero de 1850, por rehabilitación, una pariente, descendiente de Lupercio de Escolano, abuelo del primer titular:
IV. María de los Dolores Quintano y Medina-Lasso de la Vega (Madrid, 10 de mayo de 1811-Madrid, 18 de enero de 1874), iv marquesa de Canales de Chozas.
Casó con Bernardino de Melgar y Fernández de Astiz. En 1875 le sucedió su hijo:
V. Juan de la Cruz de Melgar y Quintano (Madrid, 25 de noviembre de 1835-Ávila, 14 de octubre de 1913), v marqués de Canales de Chozas, subsecretario accidental del Ministerio de Instrucción Pública y Bellas Artes.
Casó con María del Campanar Álvarez de Abreu y Álvarez de las Asturias Bohorques. En 1914 le sucedió su hijo:
VI. Bernardino de Melgar y Álvarez de Abreu (Mondragón, 15 de octubre de 1863-Madrid, 11 de enero de 1942), vi marqués de Canales de Chozas, ix marqués de Benavites, vii marqués de San Juan de Piedras Albas, xv señor de Alconchel y grande de España. Caballero gran cruz de la Real y distinguida Orden de Carlos III.
Casó con María Dolores Hernández y Torres. En 1951 le sucedió su hija:
VII. María de los Dolores de Melgar y Hernández (30 de octubre de 1893-16 de diciembre de 1977), vii marquesa de Canales de Chozas, x marquesa de Benavites, ix marquesa de San Juan de Piedras Albas y grande de España.
Casó con Manuel García de Iraola. Sin descendencia, le sucedió en 1973, por cesión, su sobrino:
VIII. Mauricio Narváez y Melgar (15 de abril de 1930-Madrid, 26 de julio de 2020), viii marqués de Canales de Chozas, caballero de la Real Maestranza de Caballería de Granada.
Casó con Rosa María Robert y Topete (m. 2013), hija del ii marqués de Serralavega. Le sucedió su hija mayor:
IX. Sonia Narváez Robert (nacida en Madrid el 30 de julio de 1956), ix marquesa de Canales de Chozas.
Casada con José Luis López Cuencia. Tienen dos hijos: Borja y Marta López Narváez.